# Campeonato de Fútbol Femenino 1996 (Argentina)
El Campeonato de Fútbol Femenino 1996 fue la sexta edición del torneo oficial de fútbol femenino disputado en Argentina. Fue organizado por la Asociación del Fútbol Argentino (AFA). Participaron 9 equipos, todos contra todos a dos ruedas. El campeón fue River Plate.

## Equipos participantes
En cursiva, los equipos debutantes en el torneo.
| Equipo              | Ciudad       |
| ------------------- | ------------ |
| Boca Juniors        | Buenos Aires |
| Deportivo Español   | Buenos Aires |
| Independiente       | Avellaneda   |
| J. J. Urquiza       | Caseros      |
| Juventud Unida (SM) | San Miguel   |
| Racing Club         | Avellaneda   |
| River Plate         | Buenos Aires |
| San Martín (B)      | Burzaco      |
| Sportivo Barracas   | Buenos Aires |

## Tabla de posiciones
| Pos | Equipo               | Pts | PJ | G  | E | P  | GF | GC |
| --- | -------------------- | --- | -- | -- | - | -- | -- | -- |
| 1.º | River Plate          | 45  | 16 | 15 | 0 | 1  | 77 | 12 |
| 2.º | Boca Juniors         | 39  | 16 | 13 | 0 | 3  | 46 | 10 |
| 3.º | Deportivo Español    | 32  | 16 | 10 | 2 | 4  | 30 | 20 |
| 4.º | Racing Club          | 22  | 16 | 7  | 1 | 8  | 26 | 26 |
| 5.º | San Martín (Burzaco) | 22  | 16 | 7  | 1 | 8  | 35 | 38 |
| 6.º | Juventud Unida (SM)  | 19  | 16 | 6  | 1 | 9  | 28 | 33 |
| 7.º | Independiente        | 15  | 16 | 5  | 0 | 11 | 27 | 64 |
| 8.º | J. J. Urquiza        | 10  | 16 | 3  | 1 | 12 | 22 | 50 |
| 9.º | Sportivo Barracas    | 8   | 16 | 2  | 2 | 12 | 12 | 51 |

## Resultados

### Fecha 1
| 8 de septiembre de 1996 | Boca Juniors | 3 - 1 | San Martín (B) |  |  |

| 29 de septiembre de 1996 | River Plate | 3 - 1 | Dep. Español |  |  |

| 29 de septiembre de 1996 | Juv. Unida (SM) | 2 - 0 | J. J. Urquiza |  |  |

| 29 de septiembre de 1996 | Racing Club | 8 - 2 | Independiente |  |  |

Libre: Sp. Barracas

### Fecha 2
| 5 de octubre de 1996 | San Martín (B) | 1 - 2 | Racing Club |  |  |

| 6 de octubre de 1996 | J. J. Urquiza | 0 - 6 | River Plate |  |  |

| 6 de octubre de 1996 | Independiente | 1 - 4 | Juv. Unida (SM) |  |  |

| 6 de octubre de 1996 | Dep. Español | 1 - 0 | Sp. Barracas |  |  |

Libre: Boca Juniors

### Fecha 3
| 13 de octubre de 1996 | River Plate | 2 - 1 | Independiente |  |  |

| 13 de octubre de 1996 | Juv. Unida (SM) | 5 - 4 | San Martín (B) |  |  |

| 13 de octubre de 1996 | Sp. Barracas | 2 - 2 | J. J. Urquiza |  |  |

| 13 de octubre de 1996 | Racing Club | 1 - 0 | Boca Juniors |  |  |

Libre: Dep. Español

### Fecha 4
| 19 de octubre de 1996 | J. J. Urquiza | 3 - 5 | Dep. Español |  |  |

| 20 de octubre de 1996 | Boca Juniors | 3 - 0 | Juv. Unida (SM) |  |  |

| 20 de octubre de 1996 | Independiente | 5 - 0 | Sp. Barracas |  |  |

| 20 de octubre de 1996 | San Martín (B) | 0 - 5 | River Plate |  |  |

Libre: Racing Club

### Fecha 5
| 27 de octubre de 1996 | Dep. Español | 2 - 0 | Independiente |  |  |

| 17 de noviembre de 1996 | River Plate | 2 - 1 | Boca Juniors |  |  |

| 17 de noviembre de 1996 | Juv. Unida (SM) | 1 - 2 | Racing Club |  |  |

| 17 de noviembre de 1996 | Sp. Barracas | 1 - 4 | San Martín (B) |  |  |

Libre: J. J. Urquiza

### Fecha 6
| 2 de noviembre de 1996 | San Martín (B) | 1 - 1 | Dep. Español |  |  |

| 3 de noviembre de 1996 | Independiente | 3 - 2 | J. J. Urquiza |  |  |

| 3 de noviembre de 1996 | Racing Club | 0 - 3 | River Plate |  |  |

| 28 de noviembre de 1996 | Boca Juniors | 6 - 0 | Sp. Barracas |  |  |

Libre: Juv. Unida (SM)

### Fecha 7
| 21 de noviembre de 1996 | J. J. Urquiza | 2 - 4 | San Martín (B) |  |  |

| 21 de noviembre de 1996 | River Plate | 3 - 0 | Juv. Unida (SM) |  |  |

| 21 de noviembre de 1996 | Dep. Español | 2 - 0 | Boca Juniors |  |  |

| 21 de noviembre de 1996 | Sp. Barracas | 1 - 1 | Racing Club |  |  |

Libre: Independiente

### Fecha 8
| 10 de noviembre de 1996 | Boca Juniors | 2 - 0 | J. J. Urquiza |  |  |

| 10 de noviembre de 1996 | Juv. Unida (SM) | 5 - 1 | Sp. Barracas |  |  |

| 10 de noviembre de 1996 | San Martín (B) | 3 - 2 | Independiente |  |  |

| 10 de noviembre de 1996 | Racing Club | 0 - 1 | Dep. Español |  |  |

Libre: River Plate

### Fecha 9
| 24 de noviembre de 1996 | J. J. Urquiza | 0 - 3 | Racing Club |  |  |

| 24 de noviembre de 1996 | Independiente | 0 - 7 | Boca Juniors |  |  |

| 24 de noviembre de 1996 | Dep. Español | 2 - 2 | Juv. Unida (SM) |  |  |

| 24 de noviembre de 1996 | Sp. Barracas | 0 - 4 | River Plate |  |  |

Libre: San Martín (B)

### Fecha 10
| 1° de diciembre de 1996 | Independiente | 1 - 5 | Racing Club |  |  |

| 1° de diciembre de 1996 | Dep. Español | 1 - 4 | River Plate |  |  |

| 1° de diciembre de 1996 | San Martín (B) | 0 - 1 | Boca Juniors |  |  |

| 5 de marzo de 1997 | J. J. Urquiza | 1 - 4 | Juv. Unida (SM) |  |  |

Libre: Sp. Barracas

### Fecha 11
| 4 de diciembre de 1996 | Juv. Unida (SM) | 0 - 1 | Independiente |  |  |

| 4 de diciembre de 1996 | Sp. Barracas | 1 - 4 | Dep. Español |  |  |

| 4 de diciembre de 1996 | Racing Club | 0 - 1 | San Martín (B) |  |  |

| 5 de diciembre de 1996 | River Plate | 5 - 2 | J. J. Urquiza |  |  |

Libre: Boca Juniors

### Fecha 12
| 7 de diciembre de 1996 | Independiente | 1 - 13 | River Plate |  |  |

| 8 de diciembre de 1996 | J. J. Urquiza | 2 - 1 | Sp. Barracas |  |  |

| 8 de diciembre de 1996 | Boca Juniors | 4 - 1 | Racing Club |  |  |

| 8 de diciembre de 1996 | San Martín (B) | 2 - 3 | Juv. Unida (SM) |  |  |

Libre: Dep. Español

### Fecha 13
| 15 de diciembre de 1996 | River Plate | 6 - 2 | San Martín (B) |  |  |

| 15 de diciembre de 1996 | Dep. Español | 3 - 1 | J. J. Urquiza |  |  |

| 15 de diciembre de 1996 | Sp. Barracas | 2 - 4 | Independiente |  |  |

| 9 de marzo de 1997 | Juv. Unida (SM) | 0 - 3 | Boca Juniors |  |  |

Libre: Racing Club

### Fecha 14
| 22 de diciembre de 1996 | Boca Juniors | 2 - 1 | River Plate |  |  |

| 22 de diciembre de 1996 | Independiente | 0 - 5 | Dep. Español |  |  |

| 22 de diciembre de 1996 | San Martín (B) | 3 - 1 | Sp. Barracas |  |  |

| 22 de diciembre de 1996 | Racing Club | 2 - 1 | Juv. Unida (SM) |  |  |

Libre: J. J. Urquiza

### Fecha 15
| 23 de febrero de 1997 | J. J. Urquiza | 1 - 3 | Independiente |  |  |

| 23 de febrero de 1997 | River Plate | 7 - 1 | Racing Club |  |  |

| 23 de febrero de 1997 | Dep. Español | 0 - 1 | San Martín (B) |  |  |

| 23 de febrero de 1997 | Sp. Barracas | 0 - 1 | Boca Juniors |  |  |

Libre: Juv. Unida (SM)

### Fecha 16
| 1° de marzo de 1997 | Boca Juniors | 4 - 0 | Dep. Español |  |  |

| 1° de marzo de 1997 | San Martín (B) | 3 - 5 | J. J. Urquiza |  |  |

| 2 de marzo de 1997 | Juv. Unida (SM) | 0 - 5 | River Plate |  |  |

| 2 de marzo de 1997 | Racing Club | 0 - 1 | Sp. Barracas |  |  |

Libre: Independiente

### Fecha 17
| 16 de marzo de 1997 | J. J. Urquiza | 0 - 4 | Boca Juniors |  |  |

| 16 de marzo de 1997 | Independiente | 1 - 5 | San Martín (B) |  |  |

| 16 de marzo de 1997 | Dep. Español | 1 - 0 | Racing Club |  |  |

| 16 de marzo de 1997 | Sp. Barracas | 2 - 1 | Juv. Unida (SM) |  |  |

Libre: River Plate

### Fecha 18
| 22 de marzo de 1997 | Boca Juniors | 5 - 2 | Independiente |  |  |

| 23 de marzo de 1997 | River Plate | 8 - 0 | Sp. Barracas |  |  |

| 23 de marzo de 1997 | Juv. Unida (SM) | 0 - 1 | Dep. Español |  |  |

| 23 de marzo de 1997 | Racing Club | 0 - 1 | J. J. Urquiza |  |  |

Libre: San Martín (B)

## Campeón
| XXX                    |
| River Plate 5.º título |